# بيرت باسكين
بيرت باسكين (بالإنجليزية: Burt Baskin)‏ هو رائد أعمال أمريكي، ولد في 17 ديسمبر 1913 في سترتور في الولايات المتحدة، وتوفي في 24 ديسمبر 1967 في لوس أنجلوس في الولايات المتحدة بسبب نوبة قلبية.

## وصلات خارجية
- بيرت باسكين على موقع إن إن دي بي (الإنجليزية)